# Gadghin
Gadghin, également orthographié Gadgin, est une commune rurale située dans le département de Mogtédo de la province du Ganzourgou dans la région du Plateau-Central au Burkina Faso.

## Géographie
Gadghin est situé à environ 30 km au sud-ouest du centre de Mogtédo, le chef-lieu du département, le long de la rivière Nakambé.

## Économie
L'économie de la commune de Gadghin est basée sur une importante activité agricole basée sur l'irrigation permise par le Nakambé.

## Santé et éducation
Gadghin accueille un centre de santé et de promotion sociale (CSPS) tandis que le centre médical avec antenne chirurgicale (CMA) se trouve à Zorgho.